# Придача (аэродром)
Аэродро́м Прида́ча — экспериментальный (испытательный) аэродром в Воронеже на территории авиастроительного предприятия  ОАО ВАСО.

## Общая информация
Принимаемые воздушные суда: самолёты Ил-96, Ил-86, Ил-76 и все более лёгкие, а также вертолёты всех типов.
На аэродроме испытывались все типы самолётов, производившихся предприятием (в частности, Ил-28, Ту-16, Ан-10, Ан-12, Ту-128, Ту-144, Ил-86, в настоящее время — Ил-96 и Ан-148).
Распоряжением Федерального агентства воздушного транспорта РФ от 07.02.2008 №БЕ-5-р аэродром Воронеж (Придача) внесён в Государственный реестр гражданских аэродромов Российской Федерации, как аэродром класса «В».
С января 2019 года находился на реконструкции, которая завершилась в декабре 2020 года 

## Происшествия
| Дата       | Бортовой номер | Место происшествия   | Жертвы/на борту | Краткое описание |
| ---------- | -------------- | -------------------- | --------------- | --- |
| 05.03.2011 | 61708          | Белгородская область | 6/6             | Самолет (Ан-148-100Е) потерпел катастрофу во время учебно-тренировочного полета перед передачей заказчику. Самолет был изготовлен ОАО ВАСО для Мьянмы. Взлет был произведен с аэродрома Придача. |